# Kiesarrondissement Halle-Vilvoorde
Het kiesarrondissement Halle-Vilvoorde is een van de kiesarrondissementen voor de Belgische provincieraadsverkiezingen. Het kiesarrondissement valt samen met het administratieve arrondissement Halle-Vilvoorde.

## Structuur
Het is opgesplitst in twee provinciedistricten: Halle en Vilvoorde.
| Halle-Vilvoorde  | Halle-Vilvoorde  | Supranationaal         | Nationaal                         | Nationaal                | Gemeenschap              | Gewest                   | Provincie                | Arrondissement  | Provinciedistrict | Kanton          | Gemeente        |
| ---------------- | ---------------- | ---------------------- | --------------------------------- | ------------------------ | ------------------------ | ------------------------ | ------------------------ | --------------- | ----------------- | --------------- | --------------- |
| Administratief   | Niveau           | Europese Unie          | België                            | België                   | Vlaanderen               | Vlaanderen               | Vlaams-Brabant           | Halle-Vilvoorde | Halle-Vilvoorde   | Halle-Vilvoorde | 35              |
| Administratief   | Bestuur          | Europese Commissie     | Belgische regering                | Belgische regering       | Vlaamse regering         | Vlaamse regering         | Deputatie                | Deputatie       | Deputatie         | Deputatie       | Gemeentebestuur |
| Administratief   | Raad             | Europees Parlement     | Kamer van volksvertegenwoordigers | Vlaams Parlement         | Vlaams Parlement         | Vlaams Parlement         | Provincieraad            | Provincieraad   | Provincieraad     | Provincieraad   | Gemeenteraad    |
| Kiesomschrijving | Kiesomschrijving | Nederlands Kiescollege | Kieskring Vlaams-Brabant          | Kieskring Vlaams-Brabant | Kieskring Vlaams-Brabant | Kieskring Vlaams-Brabant | Kieskring Vlaams-Brabant | Halle-Vilvoorde | Halle Vilvoorde   | 6               | 35              |
| Verkiezing       | Verkiezing       | Europese               | Federale                          | Federale                 | Vlaamse                  | Vlaamse                  | Provincieraads-          | Provincieraads- | Provincieraads-   | Provincieraads- | Gemeenteraads-  |

## Geschiedenis
Bij de provincieraadsverkiezingen van 2012 waren er voor dit kiesarrondissement 40 zetels te begeven van de 72 voor de gehele provincie Vlaams-Brabant. Voorheen waren dat er nog 46 van de 84.